# Erysimum linariifolium
Erysimum linariifolium là một loài thực vật có hoa trong họ Cải. Loài này được Tausch mô tả khoa học đầu tiên năm 1831.